# Every Breath You Take - Senza respiro
Every Breath You Take - Senza respiro (Every Breath You Take) è un film del 2021 diretto da Vaughn Stein.

## Trama
Il dottor Philip Clark è un affermato psichiatra che vede la sua vita e la sua carriera andare a pezzi dopo che una sua paziente si è suicidata in seguito alla morte di una sua amica. Prima di suicidarsi la donna gli aveva telefonato, ma il medico non era riuscito a fermarla. James, il fratello della donna, intenzionato a vendicarsi dell'accaduto, e che considera Philip la causa di ciò che gli è successo, gli si presenta riuscendo a conquistarne la fiducia e a farsi portare a casa e a conoscere la sua famiglia: la moglie, profondamente in crisi per la perdita di un figlio in un incidente stradale, e la figlia, che contesta i genitori. James riesce a conquistare le due donne. È disposto a commettere qualsiasi gesto pur di mettere in atto la sua vendetta. James arriverà perfino a emulare l'incidente in cui è morto il piccolo nel tentativo di uccidere la moglie di Philip. 
James viene fatto internare in un ospedale dove chiede di incontrare Philip che, seppure riluttante, accetta rimanendo sconvolto dall'incontro constatando le intenzioni dell'uomo. Grazie al retrocopertina del libro che James aveva dichiarato di aver scritto Philip scopre la vera identità dell'uomo: egli è infatti Eric, il fidanzato della sua paziente deceduta. Si rende anche conto che costui è il colpevole degli omicidi sia della fidanzata, sia dell'amica morta poco prima di lei. Preoccupatissimo, chiama l'ospedale psichiatrico, ma ormai è tardi: Eric è già fuggito, e si è recato a casa di Philip dalla figlia, segretamente innamorata di lui, che lo fa entrare inconsapevole della pericolosità dell'uomo, che tenta di ucciderla. Philip e la moglie arrivano appena in tempo per salvare la ragazza e nella colluttazione che ne nasce Eric rimane ucciso. 

## Produzione

### Pre-produzione
Nel giugno 2012 è stato annunciato che Rob Reiner avrebbe diretto un film, al tempo intitolato You Belong to Me, con una sceneggiatura di David Murray. Nell'ottobre dello stesso anno è stato reso noto che Harrison Ford e Zac Efron si erano uniti al cast del film. Tale progetto si è però arenato e nell'ottobre del 2019 è stato annunciato un nuovo cast formato da Casey Affleck, Michelle Monaghan, Sam Claflin e Veronica Ferres, con la regia di Christine Jeffs. Nel dicembre successivo, è stato annunciato che Jeffs aveva lasciato il progetto, e che il suo posto sarebbe stato preso da Vaughn Stein.

### Riprese
Le riprese principali sono iniziate a Vancouver nel dicembre 2019.

## Promozione
Il trailer è stato pubblicato il 12 marzo 2021.

## Distribuzione
Nel marzo 2020, Vertical Entertainment ha acquisito i diritti di distribuzione del film, che è stato distribuito nelle sale cinematografiche statunitensi a partire dal 2 aprile 2021.
In Italia è stato trasmesso per la prima volta il 27 settembre 2021 su Sky Cinema Uno.

## Accoglienza

### Critica
Sull'aggregatore di recensioni Rotten Tomatoes il film ottiene il 21% delle recensioni professionali positive, con un voto medio di 4 su 10 basato su 24 critiche, mentre su Metacritic ha un punteggio di 34 su 100 basato su 6 recensioni, indicando "recensioni generalmente sfavorevoli".